# Jawornik Polski
Jawornik Polski est un village du sud-est de la Pologne dans la voïvodie des Basses-Carpates. Il fait partie de la gmina de Jawornik Polski (commune rurale) dont il héberge le siège administratif et du powiat de Przeworsk. La population du village s'élevait à 406 habitants en 2011.

## Géographie
|  | Hadle Szklarskie                  | Widaczów            |
|  | Jawornik Polski                   | Hucisko Jawornickie |
|  | Jawornik-Przedmieście et Laskówka | Kosztowa            |

Jawornik Polski se situe à environ 24 km de Przeworsk la capitale du powiat et 35 km de Rzeszów la capitale régionale.